# Jardín Botánico Nacional de Pretoria

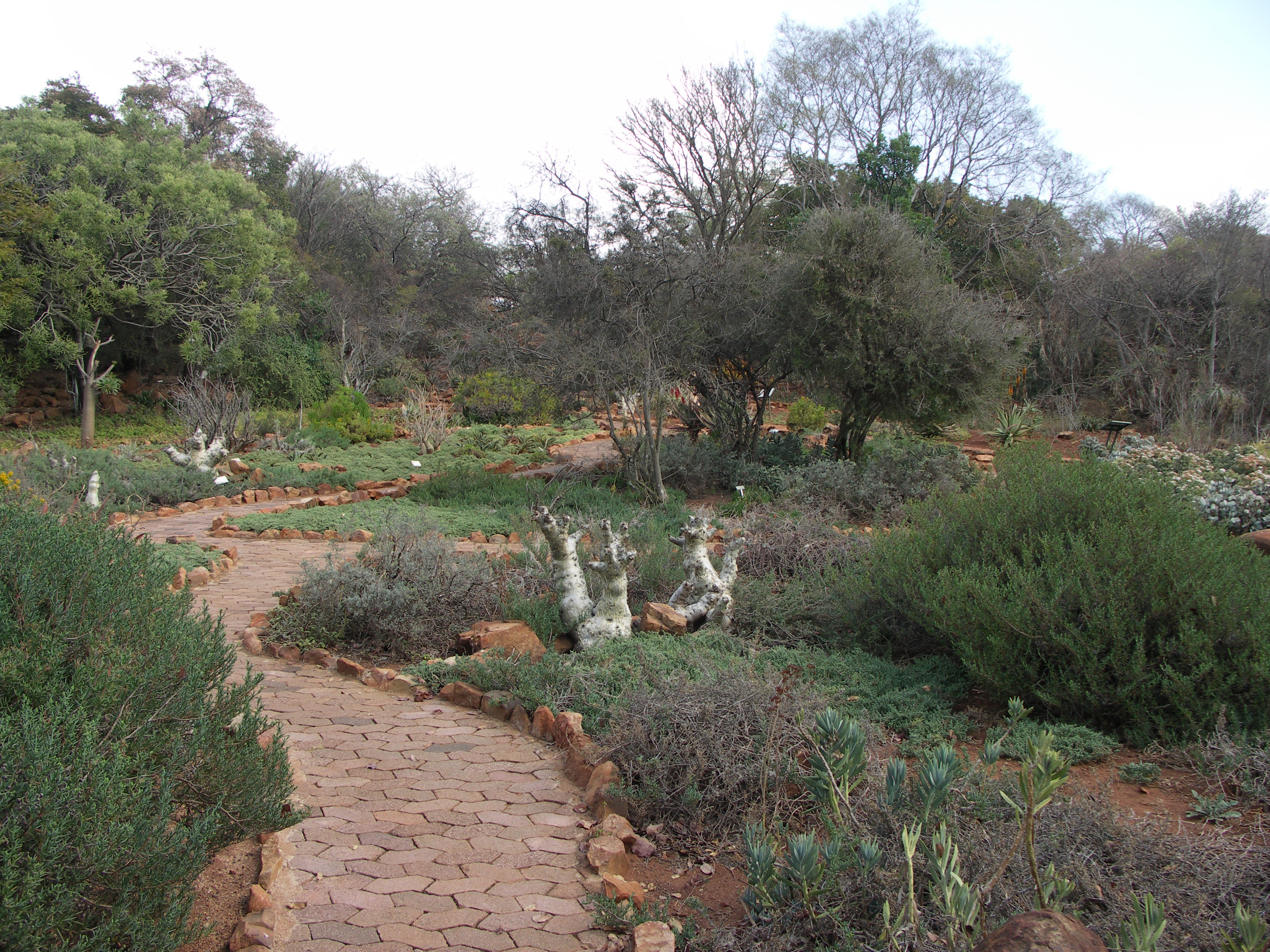
Vista del Pretoria National Botanical Garden.

El Jardín Botánico Nacional de Pretoria (en inglés : Pretoria National Botanical Garden) es un jardín botánico de 76 hectáreas (0,76 km²) de extensión. Es uno de los integrantes del « South Africa's National Botanical Gard ». Es miembro del BGCI y presenta trabajos para la Agenda Internacional para la Conservación en los Jardines Botánicos, su código de identificación internacional como institución botánica así como de su herbario es PRE.

## Localización
Se encuentra al este de Pretoria, en Gauteng.
Pretoria National Botanical Garden, South African National Biodiversity Institute, Private Bag X101, Pretoria 0001, Sudáfrica. 25°44′13.92″S 28°16′24.24″E / -25.7372000, 28.2734000
- Promedio Anual de Lluvias: 750 mm
- Altitud: 1000 m s. n. m.

## Historia
Este jardín botánico fue establecido en 1946, y actualmente sirve como sede del « South African National Biodiversity Institute ».

## Colecciones
El 98% de las plantas de sus colecciones son plantas indígenas.
Entre sus colecciones más destacables:
- Colección "Desmond Cole" de Lithops
- Colección de Aloes, Aloe reitzii var. reitzii, entre otras especies.
- Una pequeña parte del jardín (aproximadamente un 20%) es un área de vegetación natural de la zona, con vegetación del tipo veld (Bankenveld), con plantas dominantes como Ochna pulchra, Strychnos spinosa y Englerophytum magalismontanum.